# 什什基夫卡 (科留科夫卡區)
52°1′24″N 32°16′58″E / 52.02333°N 32.28278°E
什什基夫卡（烏克蘭語：Шишківка），是烏克蘭北部的村莊，隸屬切爾尼希夫州的科留基夫卡區。該村始建於1858年，面積1.49平方公里，海拔高度132米，2001年人口432，人口密度每平方公里289.3人。